# City of Bradford
City of Bradford är ett storstadsdistrikt (kommun) i grevskapet West Yorkshire i England,  Storbritannien. Distriktet har 552 644 invånare (2022).
Större orter är huvudorten Bradford samt Baildon, Bingley, Ilkley, Keighley och Shipley.

## Civil parishes
Staden Bradford och orten Queensbury är inte indelade i civil parishes. Resten av distriktet består av 21 civil parishes:
- Addingham, Baildon, Bingley, Burley, Clayton, Cullingworth, Denholme, Harden, Haworth, Cross Roads and Stanbury, Ilkley, Keighley, Menston, Oxenhope, Sandy Lane, Silsden, Steeton with Eastburn, Trident, Wilsden och Wrose.[3]